# Courquetaine
Courquetaine település Franciaországban, Seine-et-Marne megyében. Lakosainak száma 187 fő (2022. január 1.). Courquetaine Ozouer-le-Voulgis, Presles-en-Brie, Solers, Coubert és Liverdy-en-Brie községekkel határos.

## Népesség
A település népességének változása:
| Lakosok száma | 203  | 201  | 205  | 195  | 192  | 189  | 189  | 190  | 187  |
|               | 2013 | 2015 | 2016 | 2017 | 2018 | 2019 | 2020 | 2021 | 2022 |